# ويتفيلد كوك
ويتفيلد كوك (بالإنجليزية: Whitfield Cook)‏ (9 أبريل 1909 في الولايات المتحدة - 12 نوفمبر 2003، لايم في الولايات المتحدة)؛ كاتب سيناريو وروائي أمريكي.

## روابط خارجية
- ويتفيلد كوك على موقع IMDb (الإنجليزية)
- ويتفيلد كوك على موقع قاعدة بيانات برودواي على الإنترنت (الإنجليزية)
- ويتفيلد كوك على موقع قاعدة بيانات الفيلم (الإنجليزية)